# 南劍橋郡
南劍橋郡（英語：South Cambridgeshire），英國英格蘭東部區域劍橋郡的一個非都市區（地方第二級區政府），由劍本（區議會所在地）、切斯特頓農村區和南劍橋的農村區等城鎮或農莊，在1974年4月1日，根據1972年的地方法合併構成。
在2006年，南劍橋郡在頻道被票選為英國最佳的居住地中排名第五位。

## 城鎮與村莊

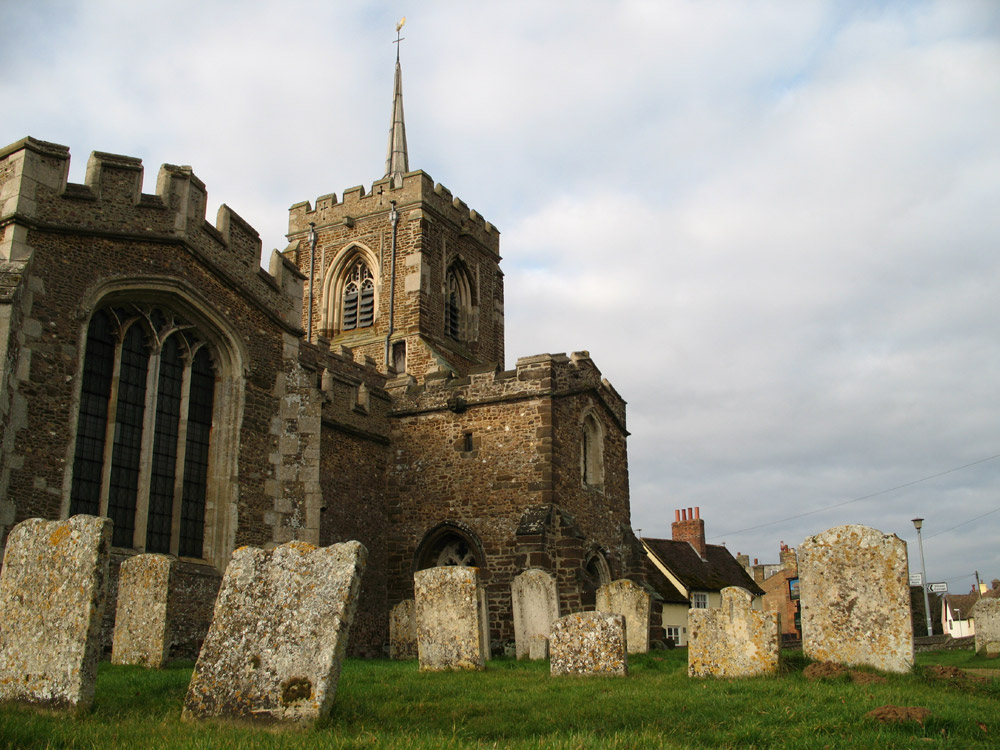
南劍橋郡境內農莊的一座聖瑪麗教堂